# داني واشبروك
داني واشبروك (من مواليد 18 سبتمبر 1985) هو لاعب كرة قدم أمريكية إنجليزي سابق. لعب في دوري الرجبي مهاجماً؛ وكان قد لعب في خط المواجهة في وقت سابق من مسيرته.
لعب داني لصالح هال إف سي في فترتين منفصلتين وفريق ويكفيلد ترينيتي وايلد كاتس في الدوري الممتاز. أُعير من هال في دونكاستر في الدوري الأول. أنهى مسيرته في بطولة يورك سيتي نايتس.

## روابط خارجية
- الملف الشخصي لـ هال إف سي
- RLeague.com
- ملف تعريف هال
- الملف الشخصي لـSL